# Emil Perk
Emil Perk, voller Name Emil Gustav Albert Perk, (* 22. Januar 1893; † 15. September 1952 in Berlin) war der Besitzer eines erfolgreichen Rennstalls der Weimarer Republik und Millionär.

## Leben
Emil Perks Eltern zogen 1889 nach Stralsund, wo der Vater eine Anstellung als Aufseher im damaligen Arbeitshaus erhielt. Der Vater verstarb am 8. Januar 1894 nur 32-jährig an den Folgen eines Arbeitsunfalls. Nach dem Aufbrauch der Pension lebte die Familie in bitterer Armut. Der Schulbesuch erfolgte in Berlin. Erstes Geld verdiente Emil Perk als Kind mit dem Austragen von Zeitungen vor Schulbeginn und der (heimlichen) Aufzucht von Meerschweinchen und weißen Mäusen auf dem Dachboden.

## Schlachter
In Malchow machte er eine Lehre zum Schlachter. Zusammen mit einem anderen Gesellen kaufte er sich ein Rind, das geschlachtet und gewinnbringend verkauft wurde. Das zweite Rind kaufte er sich bereits alleine. Seine Devise war Ist der Handel noch so klein, bringt er mehr als Arbeit ein. Im Ersten Weltkrieg wurde er zwangseingezogen und musste als Soldat auf deutscher Seite gegen Frankreich kämpfen. In der Schlacht an der Somme wurde er schwer verwundet, er verlor ein Kniegelenk.
Nach dem Krieg wurde er schnell zum größten Engrosschlachter in Berlin. Die Rinder wurden teilweise in Bayern gekauft, lebend nach Berlin transportiert und in Berlin geschlachtet. Am 7. Dezember 1920 bestand er die Meisterprüfung vor der Schlachterinnung in Berlin. Das Wohnhaus des ehemaligen Firmengeländes in Berlin-Weißensee (Charlottenburger Str. 78; 1922 umnummeriert in Nr. 58) steht noch heute.

## Trabrennsport
Unter Schlachtern war es seinerzeit üblich, Fleisch mit Pferdewagen zu transportieren. Ab und zu kam es zu Rennen auf den Straßen. Daraus resultiert die Vorliebe der Schlachter für den Trabrennsport. 1918 erwarb Emil Perk eine Lizenz als Amateurfahrer für Trabrennen. Nebenbei verdiente er auch Geld mit dem Handel von Trabrenn-Pferden. Bereits 1932 war der Stall E. Perk einer der erfolgreichsten Rennställe der Weimarer Republik. 
Seine Pferde stellte er zunächst im Gestüt des Großverlegers und Traberzüchters Bruno Cassirer unter, von dem er auch viele erfolgreiche Pferde erworben hatte, so z. B. den 1933 geborenen, sehr erfolgreichen Hengst "Anwalt". Neben Bruno Cassirer kamen viele Pferde aus der Zucht von Leo Lewin in Breslau.
Nach 1933 wurde diese erfolgreiche Zusammenarbeit immer schwieriger, da auch im Trabrennsport Verordnungen gegen jüdische Züchter erlassen wurden. Bruno Cassirer flüchtete nach England, wo er 1941 verstarb. Das Schicksal von Leo Lewin war nicht bekannt. Für Emil Perk ergab sich daraus, dass er etliche Pferde in großen Zuchtrennen nicht starten lassen durfte, weil die Züchter keinen "Ariernachweis" hatten. Ab 1933 unterstand die Aufsichtsbehörde O.B.T.  dem Reichsministerium des Innern unter Leitung von Hermann Göring.

## Gestüt Geislershof
Ab 1934 war Emil Perk selbst als Traberzüchter aktiv. 1937 erwarb er das Vorwerk Geislershof des ehemaligen Gutes Staffelde bei Nauen (Brandenburg) und gründete das Gestüt Geislershof. Von 1937 bis 1944 entwickelte sich das Gestüt zum weltweit zweitgrößten Trabergestüt. Nur das Gestüt der amerikanischen Filmkette MGM war noch ein Stückchen größer. Im Dritten Reich war das Gestüt Geislershof der erfolgreichste Rennstall Deutschlands. 1940 wurde ein Film über das Gestüt gedreht, der allerdings als verschollen gilt.
Dies war weniger ein Ergebnis von hochkarätigen Rennsiegen, sondern vielmehr der Masse der von Emil Perk eingesetzter Pferde in Standard-Rennen zu verdanken. Zeitungen schrieben seinerzeit, Emil Perk hätte eine gesamte Rennwoche in Berlin allein mit seinen eigenen Pferden bestreiten können. Emil Perk übte zahlreiche Funktionen innerhalb des Trabrennsports aus: So war er langjährig 2. Vorsitzender der Trabrennvereine in Berlin-Ruhleben und Berlin-Mariendorf und ferner 2. Vorsitzender des Vereins Deutscher Trabrennstall-Besitzer und -Züchter. Innerhalb der O.B.T. (Oberste Behörde für Traberzucht- und Rennen) war er für die Lehrlingsausbildung zuständig.
In den Kriegswirren 1945 wurde das Gestüt geplündert, die Pferde gestohlen, fortgetrieben und einige auch erschossen. Sein Sohn Fritz Perk erhielt 1945 von der russischen Kommandantur den Auftrag, Traberpferde wieder aufzufinden und zu requirieren, um den Wiederaufbau der Traberzucht in der Sowjetischen Besatzungszone Deutschlands zu ermöglichen. Die ehemalige Galopprennbahn in Berlin-Karlshorst wurde zur Trabrennbahn umgebaut. Im Entnazifizierungsverfahren wurde Emil Perk als unbelastet eingestuft.
Das 1945 von der Roten Armee beschlagnahmte Gestüt Geislershof wurde zunächst teilweise als Flugplatz genutzt, bevor es 1950 vom damaligen DDR-Innenminister rückübertragen wurde. Es wurde aber nie mehr als Trabergestüt genutzt. Nach dem Tod von Emil Perk wurde eine LPG daraus, auf der u. a. Schweinezucht betrieben wurde. Heute erinnert nichts mehr an die einst glanzvolle Vergangenheit.

## Nachkriegszeit
Nach dem Krieg ließ Emil Perk seine wenigen noch verbliebenen Pferde zunächst unter der Eigentümerschaft von Fritz Perk und später unter verschiedenen Decknamen starten, bevor er 1949 wieder unter "Eigentümer E. Perk" starten ließ. Emil Perk verstarb überraschend im September 1952 in Berlin. Er war gerade auf dem Rückflug von München nach Berlin, wo er plötzlich ins Koma fiel, aus dem er nicht mehr erwachte. Emil Perk litt an Diabetes und als offizielle Todesursache ist Leberzirrhose vermerkt.
Er galt als reichster Einwohner Berlins.
Die berühmtesten deutschen Trabrennfahrer und -trainer haben seinerzeit zeitweilig für Emil Perk gearbeitet, so z. B. einige Mitglieder der irischen Traberfamilie Mills (Charlie Mills, Johnny Mills); Gerhard Krüger, der später der erfolgreichste Fahrer der DDR wurde; Werner Bandermann; H. Bandemer; und 1944/45 auch Johannes Frömming.

## Familie
Perks Eltern waren Gustav Emil Perk (* 1861 in Kępiny, Polen; † 8. Januar 1894) und Hedwig Caroline Mund (* 1864 in Dębica, Polen). Er hatte drei Kinder mit zwei Frauen: Fritz Perk (1920–1996) und Alfred Perk (1922–2004) von Margarethe Illgner und Hans Joachim Helmut Stähr (1938–2006) von Lisbeth Marie Stähr.